# Sunna Godeord
Sunna Godeord var ett blotlag i Skåne. 
Sunna Godeord tillhörde tidigare Sveriges Asatrosamfund, men lämnade våren 2004 samfundet och var med och bildade Nätverket Forn Sed. Blotlagets namn kommer av solens gudinna, Sunna, som nämns i den andra Merseburgergaldern.